# 杜尔朗根
杜尔朗根是德国巴登-符腾堡州的一个市镇。总面积10.43平方公里，总人口2854人，其中男性1456人，女性1398人（2011年12月31日），人口密度274人/平方公里。